# Großhöniggraben
Großhöniggraben ist eine Rotte in der Katastralgemeinde Hochroterd der Gemeinde Breitenfurt bei Wien in Niederösterreich.

## Geografie
Die Rotte liegt westlich der Rotte Hochroterd an der nach Gruberau führenden Landesstraße 2110.

## Geschichte
Im Franziszeischen Kataster von 1819 ist die Rotte noch als Teil der Katastralgemeinde Wolfsgraben verzeichnet. Im Jahr 1822 bestand der Ort zusammen mit Kleinhöniggraben aus zwölf zerstreuten Waldhütten, die nach Breitenfurt eingepfarrt waren, wohin auch die Kinder eingeschult wurden. Die Herrschaft Purkersdorf besaß die Ortsobrigkeit, übte die Landgerichtsbarkeit aus, besorgte die Konskription und hatte die Grundherrschaft inne. Laut Adressbuch von Österreich waren im Jahr 1938 in Großhöniggraben ein Binder, ein Gastwirt, ein Gemischtwarenhändler, drei Holzhändler und ein Geräteerzeuger ansässig.